# Lancer du poids masculin aux championnats du monde d'athlétisme 2001
Navigation
Séville 1999 Paris 2003
L'épreuve du lancer du poids masculin des championnats du monde d'athlétisme 2001 s'est déroulée le 4 août 2001 au stade du Commonwealth d'Edmonton, au Canada. Elle est remportée par l'Américain John Godina.

## Résultats

### Finale
| Rang               | Athlète           | Pays           | Essais | Essais | Essais | Essais | Essais | Essais | Marque  | Notes |
| Rang               | Athlète           | Pays           | 1      | 2      | 3      | 4      | 5      | 6      | Marque  | Notes |
| ------------------ | ----------------- | -------------- | ------ | ------ | ------ | ------ | ------ | ------ | ------- | ----- |
| Médaille d'or      | John Godina       | États-Unis     | 21.87  | 21.80  | X      | X      | X      | X      | 21.87 m |       |
| Médaille d'argent  | Adam Nelson       | États-Unis     | 19.92  | 20.86  | 20.19  | 21.24  | X      | X      | 21.24 m |       |
| Médaille de bronze | Arsi Harju        | Finlande       | 20.28  | 20.01  | 20.59  | 20.93  | 20.10  | 20.79  | 20.93 m | SB    |
| 4                  | Manuel Martínez   | Espagne        | 20.78  | X      | X      | 20.91  | X      | X      | 20.91 m |       |
| 5                  | Dragan Perić      | Yougoslavie    | 20.91  | X      | 20.67  | X      | X      | X      | 20.91 m | SB    |
| 6                  | Yuriy Bilonoh     | Ukraine        | 20.56  | 20.74  | X      | 20.83  | 20.83  | X      | 20.83 m |       |
| 7                  | Conny Karlsson    | Finlande       | 20.07  | X      | 20.78  | X      | 19.96  | X      | 20.78 m | PB    |
| 8                  | Bradley Snyder    | Canada         | 20.63  | X      | X      | X      | X      | 20.34  | 20.63 m |       |
| 9                  | Ville Tiisanoja   | Finlande       | 20.37  | 19.95  | 20.45  |        |        |        | 20.45 m |       |
| 10                 | Joachim Olsen     | Danemark       | 18.94  | 20.38  | 20.24  |        |        |        | 20.38 m |       |
| 11                 | Janus Robberts    | Afrique du Sud | 20.12  | X      | 20.18  |        |        |        | 20.18 m |       |
| DQ                 | Andrey Mikhnevich | Biélorussie    | 20.41  | X      | 20.42  |        |        |        |         |       |

## Légende
Records et Performances
- AR : Record continental (area record)
- CR : Record des championnats (championship record)
- MR : Record du meeting (meet record)
- NR : Record national (national record)
- OR : Record olympique (olympic record)
- PR : Record paralympique (paralympic record)
- PB : Record personnel (personal best)
- SB : Meilleure performance personnelle de la saison (season's best)
- WL : Meilleure performance mondiale de l'année (world leader)
- WJR : Record du monde junior (world junior record)
- WR : Record du monde (world record)

Circonstances et Conditions
- DNF : N'a pas terminé (did not finish)
- DNS : N'a pas pris le départ (did not start)
- DQ : Disqualification (disqualification)
- NM : Aucun essai valable enregistré (No Mark)
- Q : Qualifié « directement » au prochain tour (ou à la prochaine compétition), lors d'une compétition majeure, grâce au classement ou à la réalisation des minima (automatic qualifier)
- q : Qualifié au prochain tour (ou à la prochaine compétition), lors d'une compétition majeure, grâce au repêchage ou à la réalisation de l'une des meilleures performances parmi celles des « non qualifiés directement » (grâce au meilleur temps ou à la meilleure distance par exemple) (secondary qualifier)